# Henri Lindegaard
Henri Lindegaard, né Enrique Lindegaard le 23 avril 1925 à Madrid et mort le 9 septembre 1996 à Villeneuve-lès-Maguelone, est un pasteur réformé, artiste et auteur français.

## Biographie

### Jeunesse
Henri Lindegaard naît à Madrid en 1925, d'origine danoise par son grand-père paternel et espagnole par sa mère. Son père Enrique Lindegaard (1879-1944) est pasteur au Temple El Salvador à Madrid et président de la Fédération des Églises évangéliques en Espagne.  Son oncle maternel, Eduardo Diaz Yepes (1910-1978), est sculpteur. Pendant la guerre d'Espagne, la famille se réfugie à partir de 1938 à Clairac. 
En 1942, Lindegaard étudie à l’École nouvelle cévenole (précurseur du collège Cévenol) au Chambon-sur-Lignon.  Il loge à la maison des Roches, une maison d'accueil pour étudiants, où il échappe à une rafle de la police allemande le 29 juin 1943. Il termine ses études secondaires à Sainte-Foy-la-Grande.  
Lindegaard est admis en 1945 à la faculté de théologie protestante de Montpellier, et prend aussi des cours aux Beaux-Arts,. Sa formation est marquée par la théologie dialectique et par le christocentrisme. Après une année d'études en 1949-1950 à Chicago, il soutient une thèse de baccalauréat en théologie intitulée La relation esthétique, qui traite de la place de l'art dans la théologie. Il est nommé pasteur de l'Église réformée de France à Beaucaire en 1951.

### Parcours de pasteur et d'artiste
En 1952 Lindegaard fait une rencontre décisive pour sa vocation d'artiste avec le peintre cubiste Albert Gleizes (1881-1953), qui devient son maître.  Selon le théologien Jérôme Cottin, spécialiste des rapports entre le protestantisme, l'image, et l'art, « Lindegaard a gardé de Gleizes ce style anguleux, ces formes rectangulaires qui ne sont pas abstraites, mais qui simplifient et décomposent la réalité en de multiples surfaces colorées. Pas ou peu de perspective dans cette peinture, pas « d’effets de réel».»       
Lindegaard épouse en 1956 Béatrix de Rougemont, le couple a trois enfants. Il est consacré au ministère pastoral en 1958 par le pasteur Jacques Delpech.  À partir de 1961 il est pasteur à Vézénobres. Il obtient d'exercer son pastorat à temps partiel, ce qui lui permet de s'engager plus à fond dans sa vocation d'artiste. Une série d'expositions (aquarelles, peintures à l'huile, portraits, dessins à l'encre noire s'ensuit à partir des années 1970 et continue après sa mort, en France, Suisse, et Allemagne.     
Il prend sa retraite en 1990, dans un vieux mas cévenol près du musée du Désert, où il animait depuis les années 1960 des stages d'aquarelle. Il meurt au cours d'un stage au Lazaret de Sète, parmi ses stagiaires, près d'achever une aquarelle de la cathédrale de Maguelone. En commémoration, un numéro de Foi et Vie - La revue de culture protestante lui est entièrement consacré, intitulé Art et Foi de Lindegaard.  Il comprend des articles par des théologiens et des pasteurs, ainsi que des écrits de Lindegaard, illustré par plusieurs de ses œuvres.

## Œuvre artistique et littéraire
Lindegaard réalise des dessins bibliques à l'encre noire, dont il publie en 1983 une série intitulée Jean Le Précurseur, chaque dessin accompagné d'un  texte.  En 1993 il rassemble ses dessins et textes dans La Bible des Contrastes : Méditations par la plume et le trait,. Les dessins « se caractérisent par des formes stylisées faites d’aplats noirs et blancs qui se répondent, s’interpénètrent, s’appellent. »  Les textes illustrés s'insèrent dans le cadre des « théologies de l'image», Lindegaard visant « un langage total, qui parle au sens sans pour autant négliger l’intellect, qui puisse s’adresser aux gens simples comme aux personnes cultivées. » Le livre connait un succès populaire et une deuxième édition augmentée s'ensuit, ainsi qu'une traduction en allemand.  L'usage des dessins et textes de Lindegaard dans le travail pastoral fait l’objet d’une publication en allemand. 
Lindegaard réalise des peintures murales et des mosaïques pour des temples et centres d'accueil pour enfants et étudiants, ainsi que toute une série de croix en étain, y compris des variations de la croix camarguaise et de la croix huguenote. À partir des années 1960 et continuant après sa mort, ses dessins et aquarelles illustrent des livres (notamment Les psaumes du pèlerin) et des pochettes d'album.       
L'œuvre de Lindegaard le place dans la lignée des artistes protestants qui ont influé sur la transmission de la foi.    

Mosaïque au temple d'Aubagne - conception Henri Lindegaard et exécution Josep Franch Clapers